# Norður-Múlasýsla

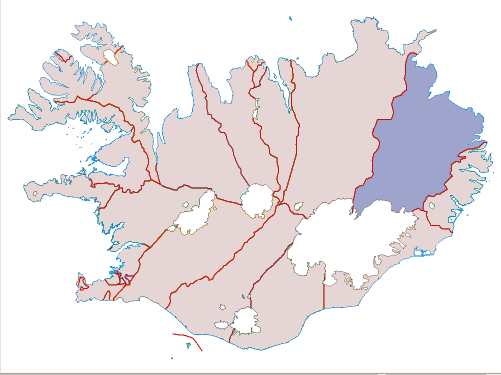
Carte de localisation de Norður-Múlasýsla

Norður-Múlasýsla est un comté islandais, situé dans la région de Austurland.

## Municipalités
Le comté est situé dans la circonscription Norðausturkjördæmi et comprend les municipalités suivantes :
- Langanesbyggð (en partie dans le Norður-Þingeyjarsýsla)
  - (Skeggjastaðahreppur)
- Vopnafjarðarhreppur
- Fljótsdalshérað
  - (Fellahreppur)
  - (Austur-Hérað)
    - (Egilsstaðabær)
    - (Eiðahreppur)
    - (Hjaltastaðahreppur)
    - (Skriðdalshreppur)

  - (Norður-Hérað)
    - (Jökuldalshreppur)
    - (Hlíðarhreppur)
    - (Tunguhreppur)
- Fljótsdalshreppur